# Hirvoudoù
 (janvier 2011).
Si vous disposez d'ouvrages ou d'articles de référence ou si vous connaissez des sites web de qualité traitant du thème abordé ici, merci de compléter l'article en donnant les références utiles à sa vérifiabilité et en les liant à la section « Notes et références ».
Hirvoudoù est une chanson bretonne composée par l'abbé Augustin Conq, prêtre et poète d'expression bretonne, dont le titre signifie « Gémissements ». Il s'agit d'une adaptation en breton du poème The Banks O' Doon du poète écossais Robert Burns.
La partition est diffusée comme feuilles volantes, et est également publiée au sein des recueils de fables et chansons de l'abbé Conq, parus sous son pseudonyme littéraire de Paotr Treoure, :
- page 32 de Barzaz ha Sonioù evit ar vugale (poésies et chansons pour les enfants), une traduction en breton d'une trentaine de fables de La Fontaine ainsi que sept chants traditionnels et six nouvelles fables[4] ;
- page 88 de Barzaz ha Sonioù evit ar vugale hag an dud yaouank (poésies et chansons pour les enfants et les jeunes gens), 1937, Imprimerie de la presse libérale, rue du Château, Brest[5] ;
- page 93 de Mojennoù ha sonioù (fables et chansons)[6], Imprimerie centrale de Bretagne, Rennes[7].

La chanson figure dans l'album Dix ans, dix filles du groupe Tri Yann en 1973. 
Alan Stivell, sur son disque Brian Boru de 1995, en a donné une version où se mêlent les deux poèmes (en breton et en écossais).